# 丸山古墳 (橿原市)
丸山古墳（まるやまこふん、五条野丸山古墳/大軽丸山古墳/見瀬丸山古墳）は、奈良県橿原市見瀬町・五条野町・大軽町にある古墳。形状は前方後円墳。
実際の被葬者は明らかでないが、後円部墳頂は宮内庁により「畝傍陵墓参考地」（被葬候補者：第40代天武天皇・第41代持統天皇）として陵墓参考地に治定されている。また宮内庁治定部分を除く古墳全域は国の史跡に指定されている（指定名称は「丸山古墳」）。
奈良県では最大、全国では第6位の規模の巨大古墳で、大王墓としては最後の前方後円墳になる。

## 概要
「丸山」という名のとおり、以前よりこの古墳は単なる円墳とされてきたが、下記調査のとおり極めて大規模な前方後円墳である。築造は6世紀後半と推定されるが埋葬者は不明。欽明天皇と堅塩媛の陵墓であるとの説もある。
古くは「五条野丸山古墳」と呼称されていた。明治時代になり「見瀬丸山古墳」の名称で呼ばれるようになったが、地元においては後円部は五条野町、前方部は大軽町が大部分を占めているため、「見瀬」を前置する呼称は適当でないとして現在でも丸山古墳と称されている。

## 基礎データ
古墳は丘陵上の傾斜地に設けられている。極めて大規模な前方後円墳であり、全長は318メートル、前方部高さ15メートル、幅210メートル、後円部の径155メートル、高さ21メートル、前方部の幅210メートルにおよぶ。これは景行天皇陵を上回って奈良県下では最大、日本全国においても河内大塚山古墳に次いで 6位の規模であり、古墳時代後期後半に築造されたものの中では最大の規模を誇っている。
また、横穴式石室の全長は28.4メートルで、全国第1位の規模である。羨道は一枚の長さ4.8メートルの巨大な自然石6枚で天井を覆い、長さ20.1メートル、幅1メートル以上、高さ1.5メートルほど。玄室の長さ8.3メートル、最大幅4.1メートル、高さ4.5メートルある。内部には刳抜式家形石棺が2基、L字型に直交するように置かれている。玄室内には約1メートルの土砂が堆積しており、石棺の身については詳細は不明だが、奥棺は蓋の長さが2.42メートル、幅1.44メートル、高さ0.42メートル。前棺は蓋の長さが2.75メートル、幅1.41メートル、高さ0.63メートル。材質は流紋岩質溶結凝灰岩で加古川付近の竜山石。
通常石室は円墳の中央に置かれるが、丸山古墳では中央から20mほどずれている。石室を作る際の石が大型化する中、かつ横穴式を目指したことで、中央まで横穴を掘れなかったのではないかとする説もある。

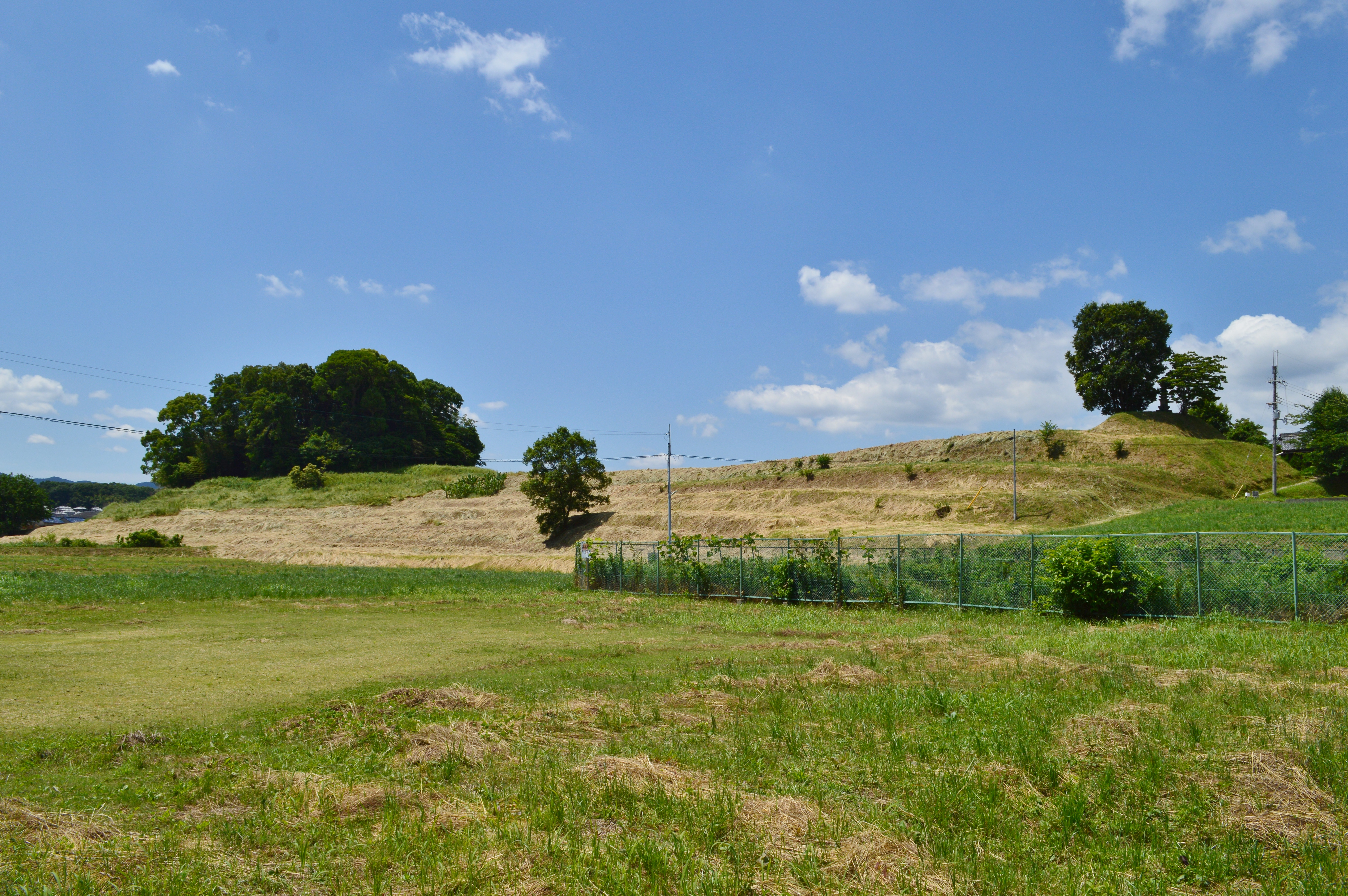
墳丘全景（東側）
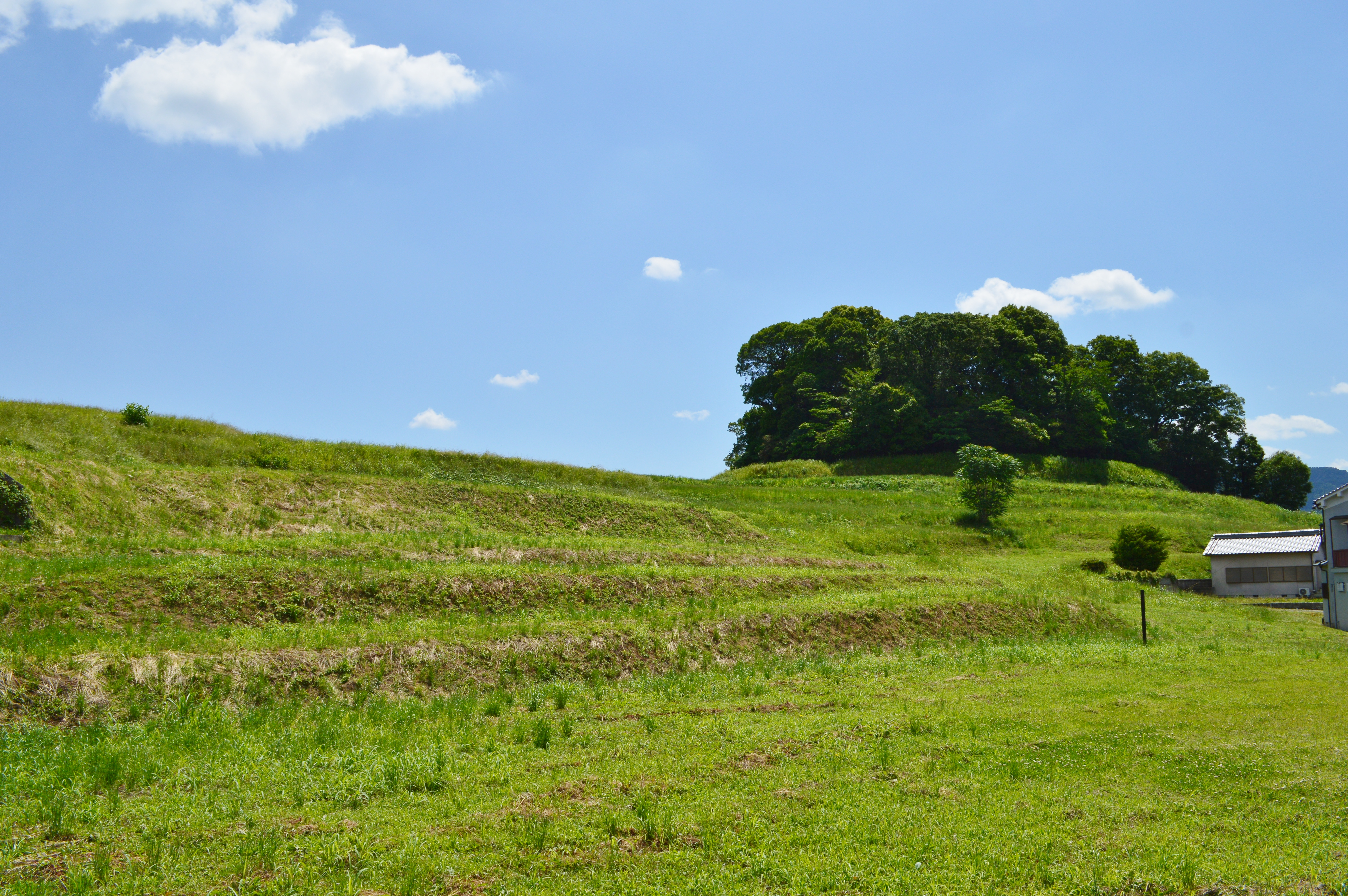
墳丘全景（西側）
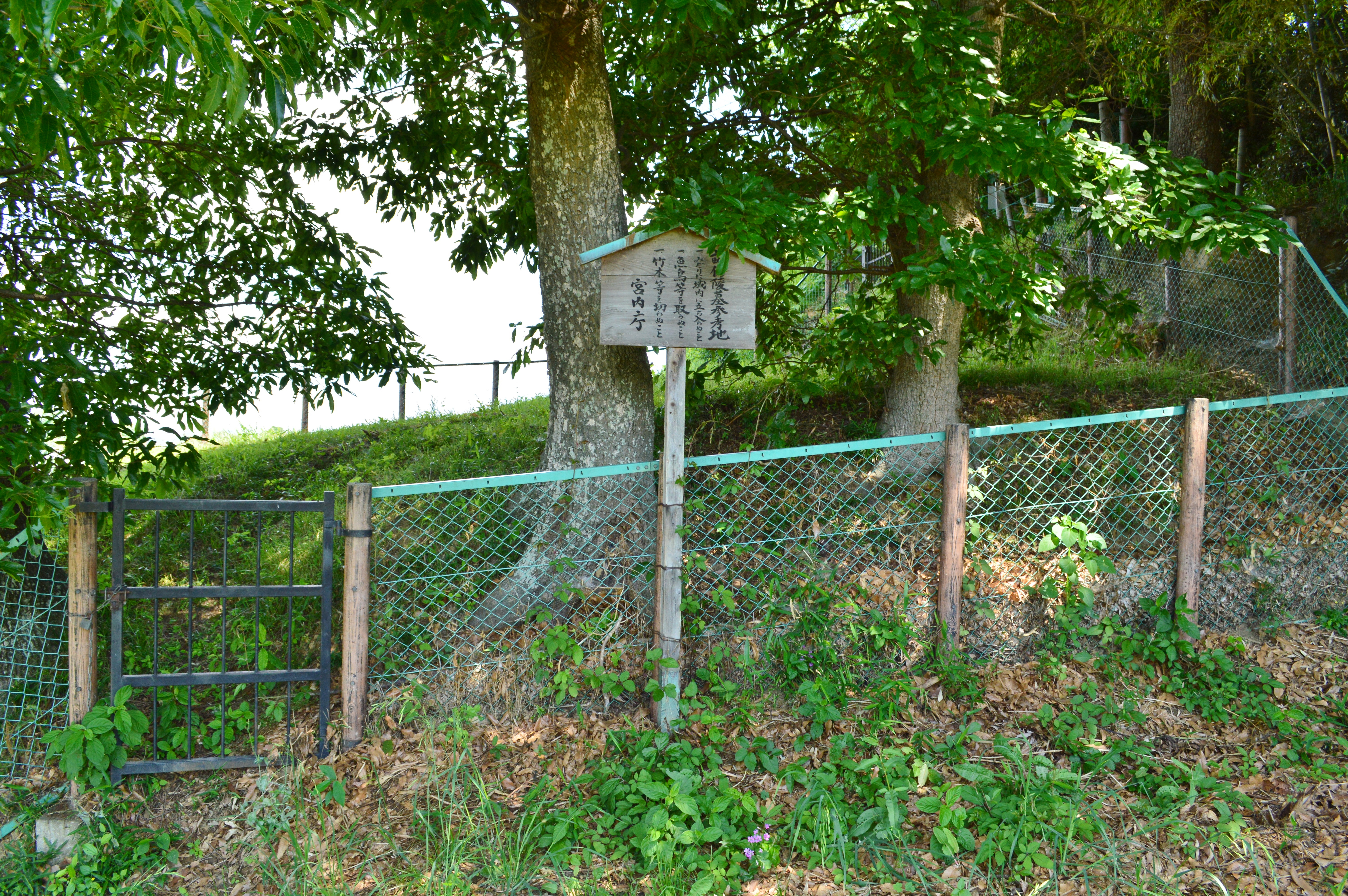
後円部の畝傍陵墓参考地入り口
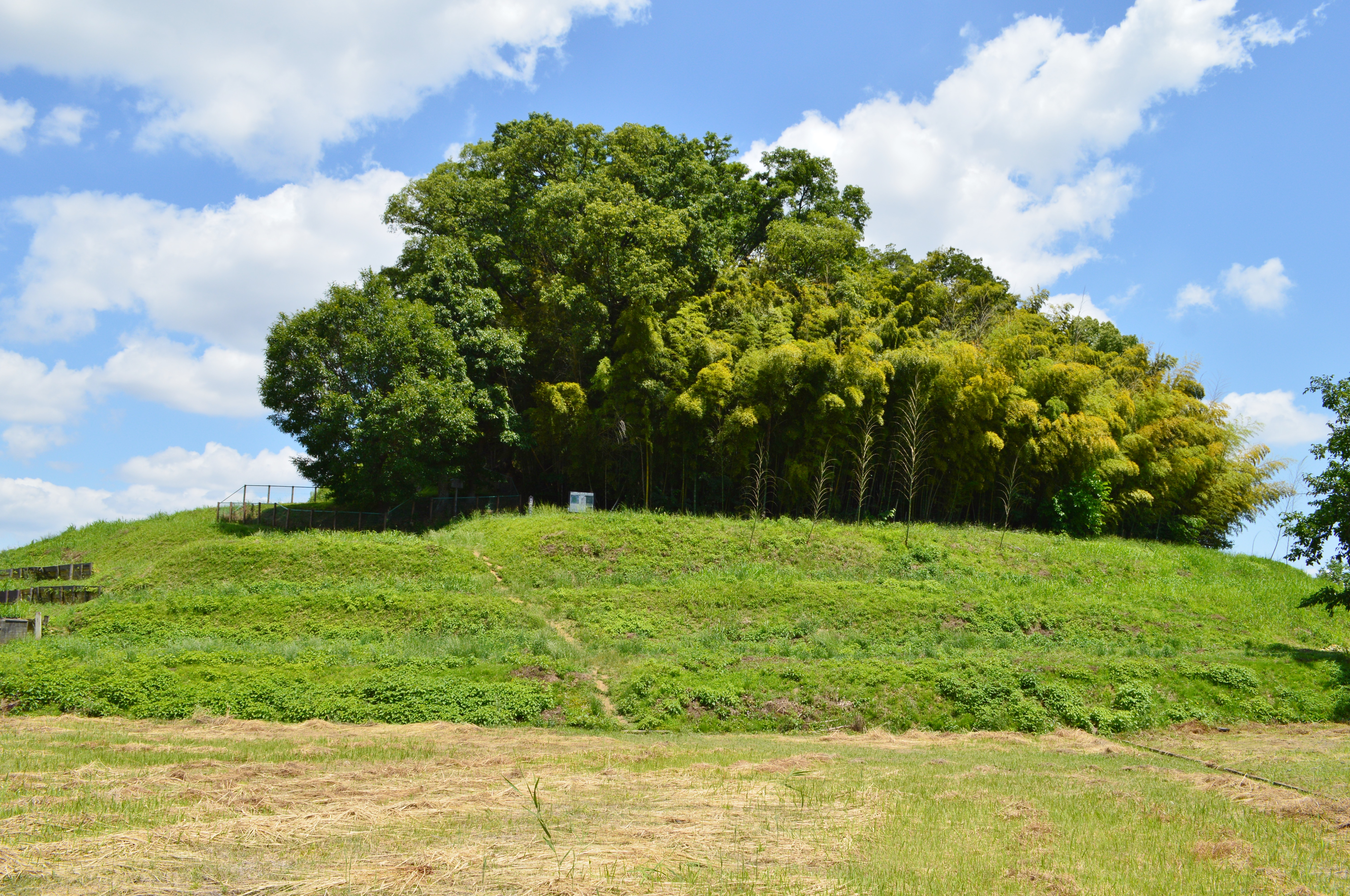
後円部墳丘
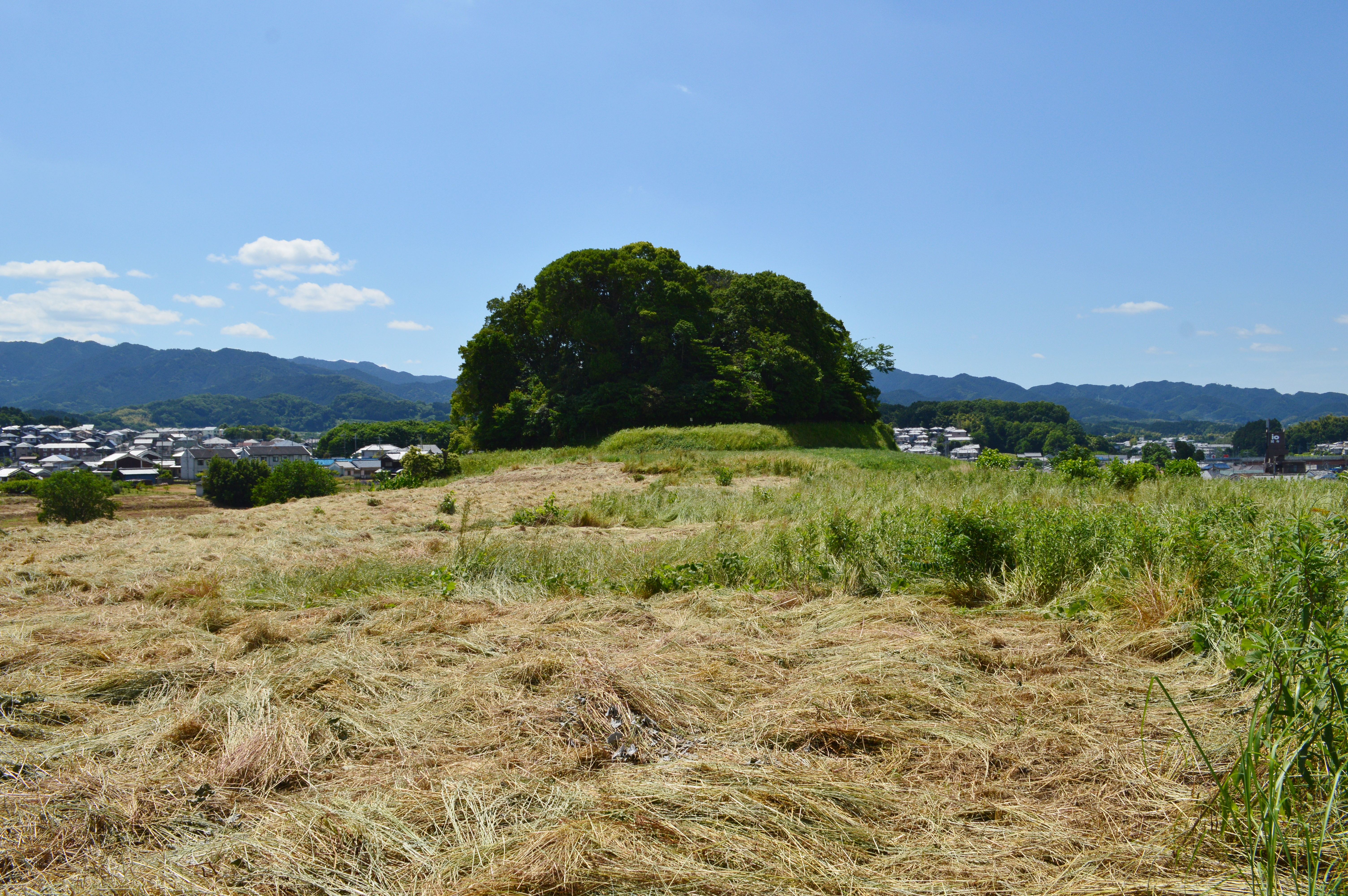
後円部（前方部から望む）
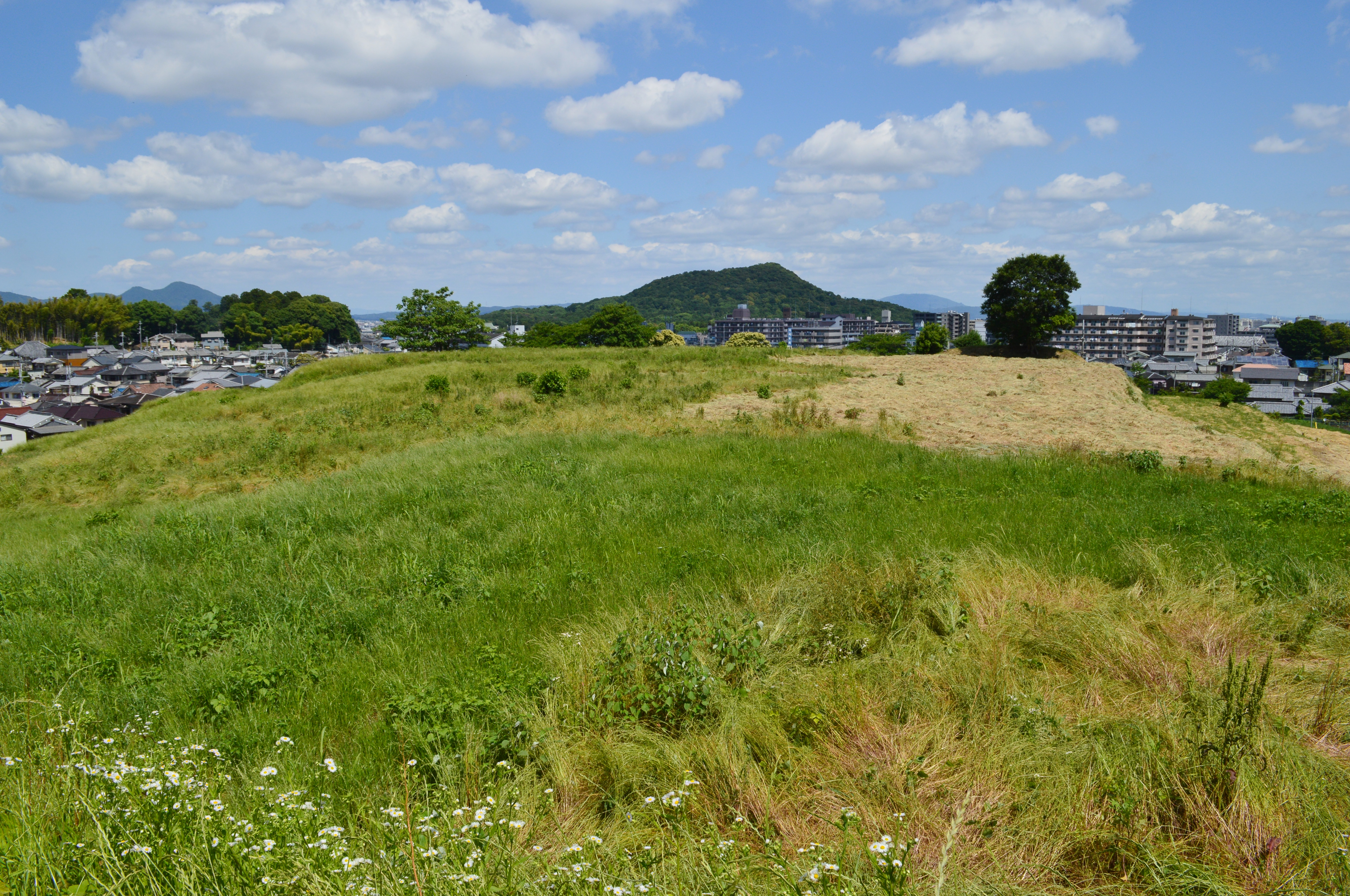
前方部（後円部から望む、背景は畝傍山）

## 研究史

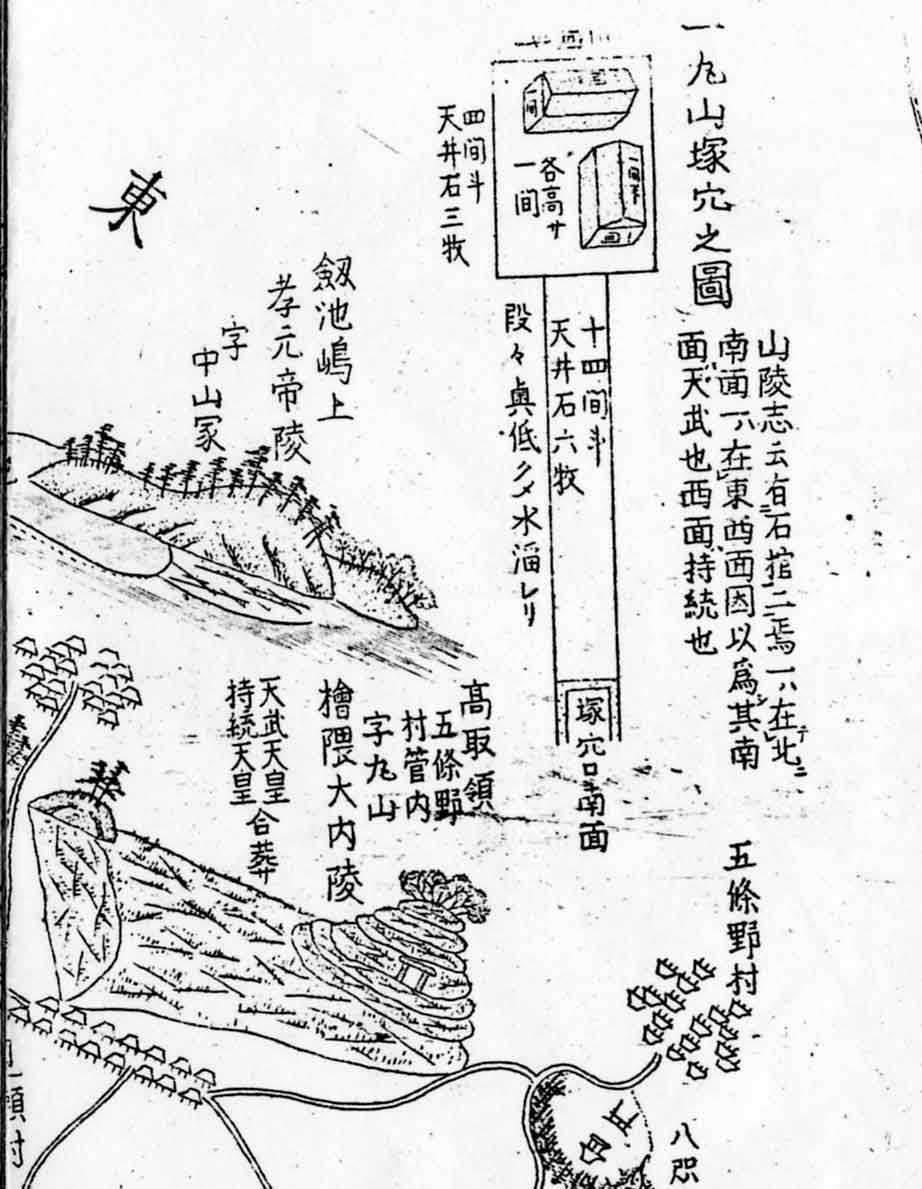
『聖蹟図志』中の図を一部抜粋
左下が丸山古墳、右上は石室および石棺の詳細

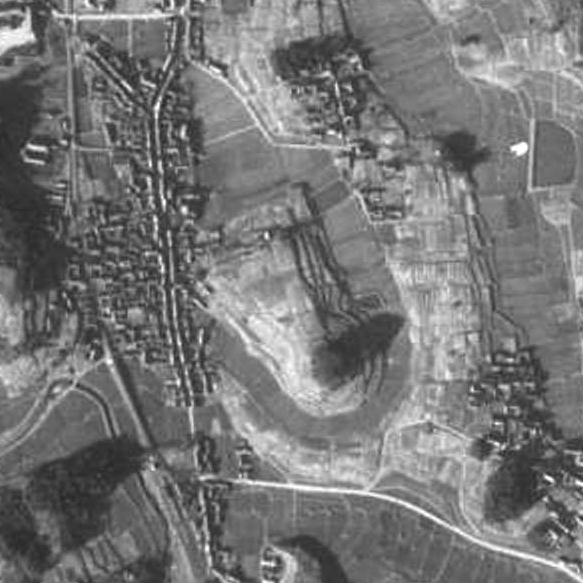
上空から見た丸山古墳（1948年当時）。

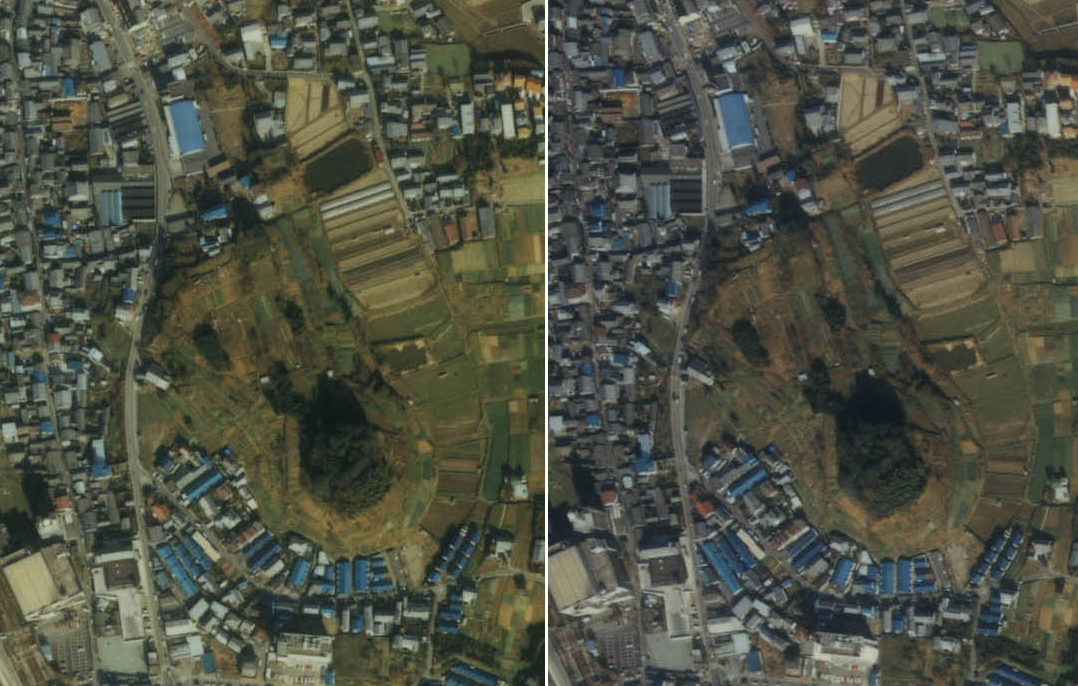
丸山古墳のステレオ空中写真

埋葬者が誰であるかは近世の江戸時代中期ころから論争があった。天武天皇と持統天皇の合同陵としては、丸山古墳とする説と、南西に1kmほど離れた場所にある野口王墓とする説とにわかれていた。
江戸時代後期から明治時代にかけて幾度か石室内部の調査が行われている。寛政8年(1796年)『惟徳実見記』で堤惟徳（つつみこれのり）は水が腰に及ぶ中、玄室の長さを3丈、幅1丈半と計測した。嘉永元年(1848年)の北浦定政『打墨縄(うつすみなわ)』にも記録がある。嘉永7年(1854年)、津久井清影『聖蹟図志』によれば、石室内には2つの家形石棺が残されており、入り口側は石室右に寄って主軸と平行に、奥側は横を向いておかれている。羨道は段々奥低く水溜れり、天井石六枚、長さ14間。玄室は天井石三枚で長さ4間、幅3間。と記されている。安政2年(1855年)には脇坂安宅が羨道の長さを「奥行11間3尺4寸」、玄室は3間、幅と高さ2間半と計測している。
明治時代に入ると、造幣局鋳造技術伝授のお雇い外国人として来日し、趣味として古墳調査を行ったウィリアム・ゴーランドは「日本最大のドルメン（横穴式石室）」と評価した。記録によると羨道は巨大な自然石6枚（最大のものは16フィート）で天井を覆い、長さ約60フィート、高さ8～10フィート、幅4～8フィート、壁は巨大な粗い自然石を積んでいる。羨道を40フィート進んだところで、内部に4フィートほどの深さで水が溜まっており、玄室には進めなかったが、かろうじて水面に顔を出している二つの家形石棺様子を観察した。出土品は多くが大英博物館に保存されている。
これらいくつもの調査にもかかわらず、江戸時代末から明治にかけて行われた天皇陵比定作業では、天武・持統合同陵との治定と解除を何度か繰り返して確定しなかった。しかし、明治13年(1880年)、栂尾（現京都市右京区）の高山寺から『阿不幾乃山陵記』（あふきのさんりょうき）という調書が発見され、その中に鎌倉時代に野口王墓古墳で盗掘があり、その古墳内の様子を詳細に綴っていたことから、宮内省によって二人の天皇の合同陵指定は野口王墓と治定され、丸山古墳は最終的には天皇陵指定を解かれ、後円部上段の一部が陵墓参考地に指定された。
指定解除後の調査で後円部より出土した唐式鏡が現在京都大学文学部博物館に所蔵されている。宮内庁の実測調査時に特徴から田辺編年のTK43型式の須恵器片が出土しており、5ないし6世紀半ばまでに築造された古墳に見られる埴輪は一つも発見されていないことからも、築造時期は6世紀後半であるとの説が有力視されている。350年間続いた巨大な前方後円墳時代から横穴式石室古墳への過渡期を示す重要な古墳である。

## 1991年の石室撮影写真を巡る議論
平成3年(1991年)、橿原市在住の児童が友人と遊んでいた際、同古墳の柵外において横穴式石室羨道への入り口を発見した。数日前の大雨で古墳の土砂が崩れて穴が露出したものである。この話を聞いた児童の父親は、5月30日早朝の出勤前に自身の子と共に羨道を通って内部に入り、カメラで石室内部を撮影した。父親から連絡を受けた大阪の朝日放送が撮影した写真の解析を、東海大学情報技術センターとコニカの共同作業によっておこなった。寸法については、撮影者の子供が写っている写真を基に解析し決定された。江戸時代の記録通りに配置されていた家形石棺はどちらも蓋近くまで泥で埋まっており、蓋に付く縄掛け突起の特長から、手前の石棺は刳抜式で6世紀の第3四半世紀に、奥の石棺は7世紀の第1四半世紀にそれぞれ造られたと推定された。花崗岩製の石室正面を巨石の重量は推定100トンを越え、石舞台古墳のそれの75トンをもしのぐ大きさと判明した。石室はその石積様式から6世紀末から7世紀初めに構築されたと考えられた。
その後、森浩一同志社大学教授(当時)が12月10日の大阪講演でこの話を取り上げ、12月26日テレビ朝日のニュースステーションの番組内においても撮影された30枚の写真が放送された。おそらくは本物の天皇陵内部を垣間見る機会を得た国民からは強い関心が寄せられた。古墳研究の専門家の間においてもこれらの写真の有する学術的価値は極めて高いと評価された。
その後、翌平成4年(1992年)8月10日から9月15日まで宮内庁書陵部による開口部の閉塞工事にあわせて簡単な実測調査が行われ、後日報告書が作成、公表された。

## その後の被葬者をめぐる論議
以前より地元ではこの檜前（ひのくま）の地に欽明天皇陵があるとの確証のない伝承があった。
『日本書紀』には欽明天皇は御代32年(571年)に崩御した後、河内古市（現・大阪府羽曳野市）での殯（もがり）の後に檜隈坂合陵（ひのくまさかあいりょう）に葬じ、欽明陵には推古天皇28年(620年)に葺石、盛土の記録が見える。現在欽明陵に比定されている梅山古墳は、丸山同様にかつての桧隈の地にあり、大規模な葺石も発見されているが、丸山古墳はこの形跡が見られない。
一方で、『日本書紀』推古紀に「推古天皇20年(612年)2月20日、皇太夫人堅塩媛（きたしひめ）を檜隈大陵に改葬し、軽の巷（かるのちまた）に「しのびこと」たてまつる」と見える。この「軽の巷」は当時の下ツ道と阿倍山田道の交点で現在の丈六交差点にあたり、丸山古墳の北側に位置する。堅塩媛は欽明天皇后であり推古天皇の生母でもあることから、改葬の理由を夫婦合葬とすれば、やはり欽明陵であった可能性が出てくることになる。
この他、当時蘇我氏が付近を根拠地としていたことから、蘇我稲目の名も被葬者に挙げられている。

## 文献
- 季刊考古学・別冊2 　『見瀬丸山古墳と天皇陵』　猪熊兼勝他　雄山閣　1992年　ISBN 4639010990
- 書陵部紀要　第45号 『畝傍陵墓参考地石室現況調査報告』　宮内庁書陵部　1994年
- 古代を考える 57 　『見瀬丸山古墳の検討』　古代を考える会　1996年